# Erik Vendt
Erik Vendt (ur. 9 stycznia 1981 w North Easton w Massachusetts) – amerykański pływak, medalista olimpijski i mistrzostw świata
Jego największym sukcesem było mistrzostwo olimpijskie w sztafecie 4x200 m  stylem dowolnym na IO 2008 w Pekinie.